# Gott, gib dein Gerichte dem Könige, BWV Anh. 3

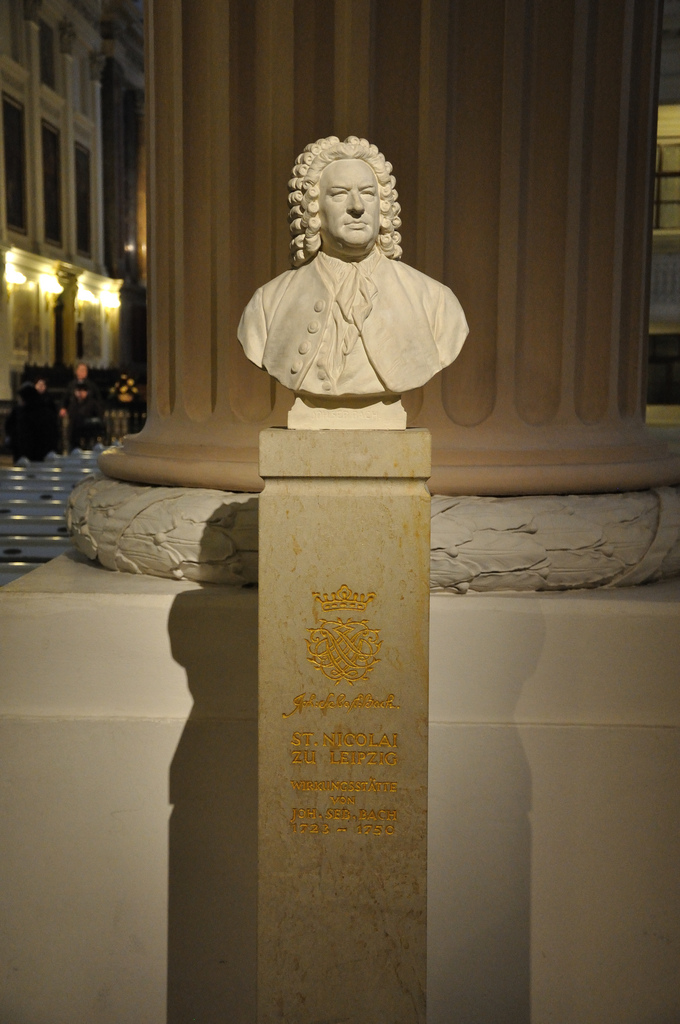
Estatua de Bach en St Nicholas Iglesia

Gott, gib dein Gerichte dem Könige (en español, Dios, da ahora tu juicio al Rey), BWV 1140 (anteriormente BWV Anh. 3), es una cantata de iglesia perdida compuesta por Johann Sebastian Bach. La compuso en Leipzig en 1730 para una ocasión cívica, el Ratswechsel (la inauguración de un nuevo ayuntamiento).
Sobrevivieron cinco de las cantatas que Bach escribió en Leipzig para el Ratswechsel. El acontecimiento tenía lugar habitualmente de forma anual en la iglesia de San Nicolás. Como era una ocasión festiva, Bach habría incluido presumiblemente trompetas en la orquesta para esta cantata perdida.

## Texto
El texto es de Picander, quién escribe los salmos, y fue publicado en 1732.